# Diner Dash
Diner Dash è un videogioco strategico e gestionale creato a New York dallo studio di videogiochi Gamelab e pubblicato da PlayFirst. È fra i migliori giochi scaricabili a pagamento di tutti i tempi.
Caratteristica comune a molti giochi della serie è aiutare Flo a servire i clienti del ristorante.

## Pubblicazione
In seguito all'uscita su PC, Diner Dash è stato convertito per telefoni cellulari tramite una vendita al dettaglio e reso disponibile via download nel gennaio 2006. Nel 2007 sono uscite delle versioni per le console portatili PlayStation Portable e Nintendo DS mentre nel 2008 per gli smartphone aventi come sistema operativo iOS.
Originariamente fu annunciata anche un'edizione per Game Boy Advance, ma quest'ultima non fu mai pubblicata.
Tra la fine del 2009 e i primi mesi del 2010 è stato reso disponibile anche sui servizi online Xbox Live, PlayStation Network e WiiWare.
Diner Dash è anche utilizzato per fare riferimento all'omonima serie, che ha avuto cinque sequel, e una lunga serie di spin-off.
Infine, il gioco ufficiale è stato presente anche su Facebook nel 2011, ma successivamente è stato rimosso nel medesimo anno.
Nel 2012 arriva anche la versione mobile per Android chiamata Diner Dash Classic.